# Allomorphia baviensis
Allomorphia baviensis är en tvåhjärtbladig växtart som beskrevs av André Guillaumin. Allomorphia baviensis ingår i släktet Allomorphia och familjen Melastomataceae. Inga underarter finns listade i Catalogue of Life.